# Ed Korfanty

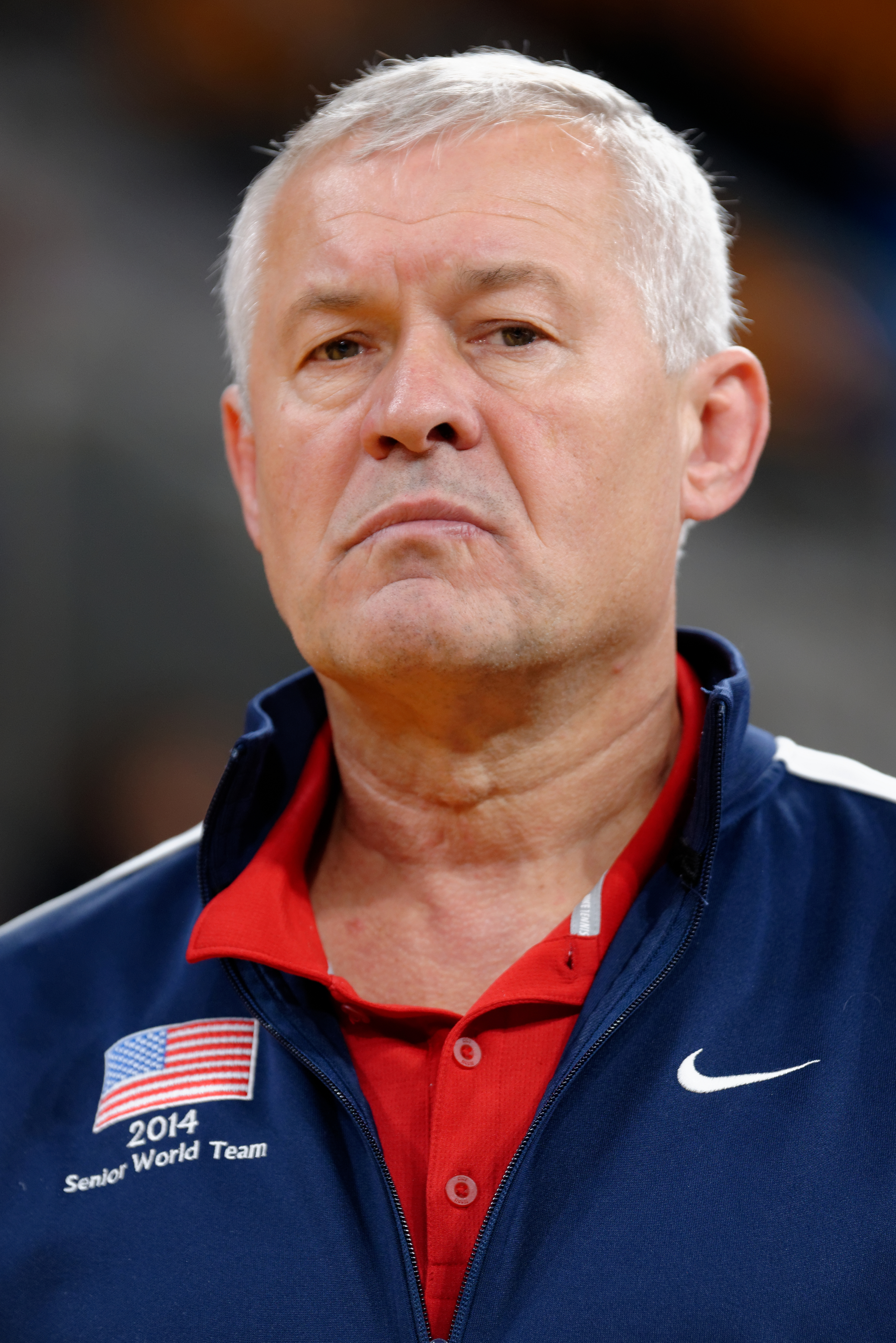
Ed Korfanty în 2014

Edward „Ed” Korfanty (n. 16 februarie 1952, Piekary Śląskie, Polonia) este un fost scrimer polonez, acum antrenor național al echipei de sabie feminin a Statelor Unite.

## Carieră
S-a apucat de scrimă la vârsta de 12 ani la secția de scrimă clubului MKS Pałac Młodzieży din Katowice. Din 1972 până în 1984 a fost membru echipei naționale a Poloniei, apoi a devenit antrenor la centrul de pregătire olimpic din Katowice.
În anul 1990 a emigrat în Statele Unite, după ce și-a pierdut locul de muncă ca urmare a dificultăților economice. După ce a lucrat în mai multe cluburi mici, a devenit antrenor la Universitatea Notre Dame. În 1993 a fost numit antrenor principal la clubul Oregon Fencing Alliance, pe care l-a transformat într-un club specializat pe sabie. În 1999 a devenit antrenor național al echipei de sabie feminin a Statelor Unite. Sub îndrumarea sa, aceasta a câștigat la Campionatul Mondial din 2000 primul titlul mondial din istoria scrimei americane și Statele Unite au ocupat întreg podiumul la proba de sabie feminin din cadrul Jocurilor Olimpice din 2008 de la Beijing. Le-a format, printre altele, pe dubla campioană olimpică Mariel Zagunis și pe campioana mondială Rebecca Ward. A fost numit cel mai bun antrenor al anului de Comitetul Olimpic American (USOC) în 2001, 2003 și 2004. În 2008 a fost inclus în Hall of fame-ul Federației Americane de Scrimă.
A fost campion mondial de veterani, la categoria 50–59 ani, în 2002, 2003 și 2006.

## Legături externe
- en  Coaches, Oregon Fencing Alliance